# Oberhaslach
Oberhaslach (en alsacià Ewerhosle) és un municipi francès, situat a la regió del Gran Est, al departament del Baix Rin. L'any 2005 tenia 1.792 habitants.
Forma part del cantó de Mutzig, del districte de Molsheim i de la Comunitat de comunes de la Regió de Molsheim-Mutzig.

## Demografia
| 1962  | 1968  | 1975  | 1982  | 1990  | 1999  |
| ----- | ----- | ----- | ----- | ----- | ----- |
| 1.004 | 1.022 | 1.108 | 1.145 | 1.333 | 1.505 |

## Administració
| Període | Identitat   | Partit |
| ------- | ----------- | ------ |
| 2001-   | Pierre Bock |        |